# Barry Galbraith

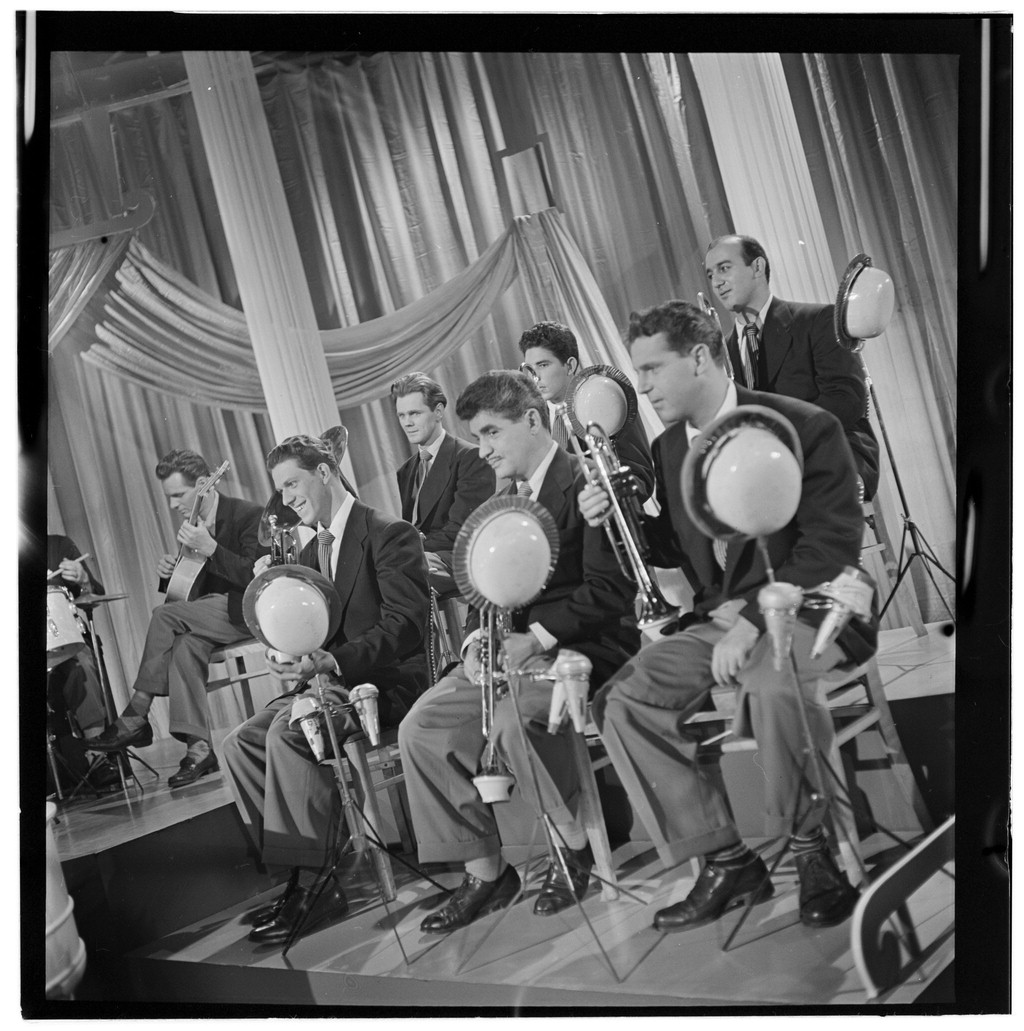
Barry Galbraith (links) in einem Filmorchester der Columbia Studios, ca. September 1947.
Fotografie von William P. Gottlieb.

Joseph Barry Galbraith (* 18. Dezember 1919 in Pittsburgh; † 13. Januar 1983 in Bennington, Vermont) war ein US-amerikanischer Jazzgitarrist des Swing und Cool Jazz.

## Leben und Wirken
Galbraith spielte als Autodidakt bei Red Norvo, Teddy Powell und Babe Russin 1941, dann für Claude Thornhill, unterbrochen durch den Militärdienst von 1942 bis 1946. Danach war er vor allem als Studiomusiker bei NBC und CBS bis 1955 aktiv, danach war er an Plattenaufnahmen von Miles Davis und Michel Legrand, Tal Farlow, Coleman Hawkins, John Lewis, Hal McKusick, Oscar Peterson, Max Roach, George Russell, Tony Scott und Tom Talbert beteiligt. Außerdem begleitete er die Sängerinnen Anita O’Day, Chris Connor, Billie Holiday, Helen Merrill, Sarah Vaughan und Dinah Washington bei Plattenaufnahmen.
1963/64 war er noch an den Aufnahmen zu dem Album The Individualism of Gil Evans beteiligt, 1965 am Soundtrack-Album Mickey One von Stan Getz und dem Orchester von Eddie Sauter. Von 1970 bis 1975 unterrichtete Galbraith am City College of New York (CUNY). Danach arbeitete er vorwiegend als Privatlehrer und verfasste wegweisende Lehrbücher für angehende Jazzgitarristen.

## Veröffentlichungen
- Jazz Guitar Study Series - Guitar Improv 903. Canada, Weybridge 1982
- The Fingerboard Workbook : for guitar. New Albany, Jamey Aebersold
- Mel Bay Barry Galbraith Guitar Solos, Volume 2. Mel Bay Publications, 2003. ISBN 0-7866-6812-1
- Guitar comping vol.3 (+CD) : with bass lines in treble clef. New Albany, Jamey Aebersold
- Solo Guitar (+CD) : 13 Standards. Pacific, Mel Bay Publications. ISBN 0-7866-6508-4

## Diskographische Hinweise

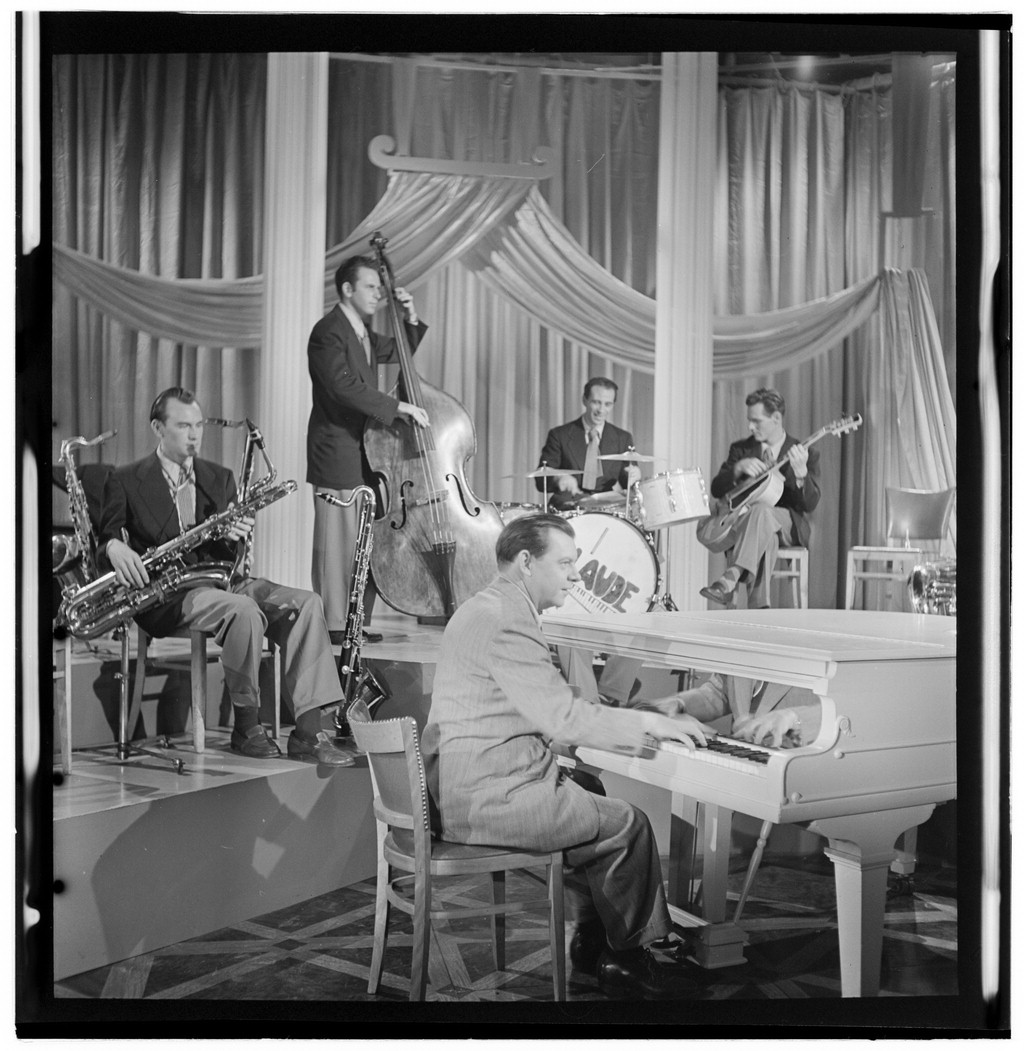
Micky Folus, Joe Shulman, Claude Thornhill, Billy Exiner und Barry Galbraith (rechts), Columbia Pictures Studio, bei den Aufnahmen zum Film Beautiful Doll, New York City, ca. September 1947. Foto: Bill Gottlieb

- Clifford Brown: Alone Together (Verve, 1954–56), Clifford Brown with Strings (Emarcy, 1955)
- Jimmy Cleveland And His All Stars: Introducing Jimmy Cleveland (Verve, 1955)
- Gil Evans: The Individualism of Gil Evans (Verve, 1963/64)
- Tal Farlow: Finest Hour (Verve, 1952–56)
- Stan Getz & Eddie Sauter Orchestra: Mickey One (Verve, 1965)
- Coleman Hawkins: Body And Soul (Bluebird, 1939–56), Desafinado (Impulse!)
- Billie Holiday: LaDy In Autumn (Verve, 1946–59)
- Michel Legrand: Legrand Jazz (Phillips, 1958)[1]
- Helen Merrill with Clifford Brown & Gil Evans (Emarcy, 1955–56)
- Max Roach: Alone Together (Verve, 1956–60)
- George Russell: The RCA Victor Jazz Workshop (RCA/Koch, 1956)
- Claude Thornhill: The Transscription Performances 1947  (Hep, 1947)